# Українська інтелігенція
Українська інтелігенція — творці інтелектуальних, духовних цінностей українського народу Термінологічна калька від російської інтелігенції (рос. интеллигенция). Сформувалася в XIX ст. на ґрунті певних соціальних традицій, що віками розвивалися на українських теренах. Виразниками цих традицій у давні часи була протоінтелігенція – духовно багаті, а в більш пізні часи ще й високоосвічені особистості. В додержавний період людської історії домінуючою формою духовного життя була релігія, а своєрідною "протоінтелігенцією" були жерці (див. Волхви). Саме від духовних осіб тих віків веде свій "родовід" давньоукраїнська протоінтелігенція. Визначальною віхою в історії її розвитку було запровадження християнства в Київській Русі (див. Хрещення Київської Русі): церква монополізувала суспільні функції збереження й відтворення культурного доробку всього суспільства, а отже й процес духовного збереження та відтворення самої протоінтелігенції (див., наприклад, Літописання), і водночас стала джерелом державотворчої ідеології. Ці обставини істотно вплинули на усвідомлення протоінтелігенцією свого призначення в суспільстві та обумовили певні зрушення в її соціальній природі. Зокрема,

по-перше, церковна протоінтелігенція формувалася за рахунок різних верств суспільства – і демократичних "низів", і феодальних "верхів", адже до стану церковнослужителів міг потрапити будь-хто з віруючих,

по-друге, церковна протоінтелігенція за своїм ставленням до держави була однорідною – вона захищала і підтримувала інтереси владної верхівки. Соціальна ієрархія та суспільний стандарт того часу жорстко регламентували діяльність протоінтелігенції. Втім, з часом у діях "протоінтелігенції" як когорти освічених людей почала проявлятися дуалістичність природи освіченості: у процесі самовідтворення вона продукувала як тих, хто обслуговував державну систему, так і опозиціонерів, духовних "дисидентів", речників численних "єресів". З часом ця дуалістичність стала родовою ознакою інтелігенції.

## За козацької доби
За козацької доби соціальний статус протоінтелігенції залишався назагал незмінним, натомість зросла її творча роль у житті суспільства. Вона стала продуцентом головних політичних ідей: як тих, що інтегрували тогочасне українське суспільство, так і тих, що дезінтегрували його. Особливо це виявилося в подіях національної революції 1648–1676. Набув розвитку й процес виходу певної частини протоінтелігенції з-під опіки церкви. Це привело до збільшення в її соціальному складі питомої ваги світської протоінтелігенції (наприклад, частина козацької адміністрації), яка підпорядковувалася Українській козацькій державі. 1633 р. з'явився перший вищий навчальний заклад – Київський колегіум (див. Києво-Могилянська академія), котрий був головним осередком підготовки вітчизняних інтелектуальних сил і діяв за зразками західноєвропейських університетів. У колегіумі навчалися діти різних станів – від аристократії до селян і козаків, а чисельність слухачів наприкінці XVII ст. сягнула 1000 осіб. У цьому навчальному закладі вчилися філософ Григорій Сковорода, просвітитель Я. Козельський, композитор М. Березовський, лікар П. Підгорецький та інші. Професорів і вихованців Києво-Могилянської академії наприкінці XVII – початку XVIII ст. запрошували до Москви для європеїзації тамтешньої освіти ( Симеон Полоцький, Арсеній (Сатановський), Єпіфаній (Славинецький), Феофан Прокопович та інші.). У Західній Україні продукуванням протоінтелігенції займався заснований 1661 р. Львівський університет (див. Львівський національний університет).

## XVIII століття
XVIII століття традиційно вважається періодом майже цілковитої русифікації української протоінтелігенції. Саме тоді Російська імперія, насамперед часів Петра I та Катерини II, зробила наголос на цілеспрямованій підготовці через систему вищої освіти таких інтелектуальних сил, які б обслуговували потреби царату. Підготовка кадрів протоінтелігенції вийшла з-під опіки церкви і потрапила під тотальний контроль держави. Посилився процес відповідної професіоналізації соціальних функцій протоінтелігенції, "збільшення реєстру видів її розумової діяльності", особливо технічного і природничого спрямування. Незважаючи на "одержавлення" протоінтелігенції, все більше освічених людей ставали "вільнодумцями".
Головними верствами-постачальниками кадрів протоінтелігенції стали козацька старшина, шляхта (дворянство) та духовенство. Саме у XVIII ст. почалося виокремлення з протоінтелігенції власне інтелігенції як особливої соціальної верстви. З рядів збіднілого дворянства, духовенства, міщан виходили окремі особи, які пов'язували своє існування винятково з інтелектуальною працею. Для них така праця ставала єдиним засобом заробітку й особистої кар'єри. Вони відривалися від життєвих інтересів своїх станів й формували нову соціальну верству. Наприкінці XVIII ст. на тлі русифікації, яка ще більше посилилася, розпочався також і зворотний процес дерусифікації вітчизняної протоінтелігенції, про що засвідчили поява "Енеїди" (1798 р.) І.Котляревського й подальший розвиток "малорусской" літератури, особливо в Харкові, де 1805 р. постав перший у підросійській Україні університет (див. Харківський національний університет) і значно активізувалося національно-культурне життя.

## XIX століття
Переломним етапом у соціально-історичній генезі інтелігенції стало XIX століття. Головними рисами її розвитку були:

по-перше, стрімке кількісне зростання;

по-друге, поступова зміна соціальних джерел формування, демократизація її складу (феномен різночинної інтелігенції; див. Різночинці);

по-третє, колосальне зростання впливу в суспільно-політичному житті;

по-четверте, її оформлення в специфічну, окрему верству;

по-п'яте, і це було найістотнішим, почала інституціоналізуватися традиція духовної опозиційності до держави.
Першим ідейно-організаційним оформленням новочасної української інтелігенції стало Кирило-Мефодіївське товариство. Захоплення козацьким минулим зв'язувало кирило-мефодіївців з духовною спадщиною старшинської верстви. Однак швидко виявилися й розбіжності: старшинська ідеологія була консервативною й спрямовувалася на захист колишніх привілеїв, а новий напрям звертав увагу насамперед на духовну творчість народу, його потяг до рівності, в тому числі у взаєминах між народами.
Інтелігентське покоління 1860–70-х рр. знайшло свої духовно-організаційні форми в громадах. У громадівській ідеології народ і надалі залишився основним поняттям, але ставлення до історії змінилося. Місце романтизму зайняв раціоналістичний позитивізм, запроваджувався навіть суворий інтелігентський освітянський ценз: членом громади могла бути лише особа з вищою освітою.
Реакція часів імператора Олександра III ослабила громади, обмеживши провідну роль інтелігенції винятково культурницькими справами. Наслідком цього стала поява нових ідейно-організаційних тенденцій у середовищі молодої інтелігенції. Саме тоді в українському суспільно-політичному лексиконі з'явилося поняття "національно свідома людина", яке стало загальновживаним і стосувалося переважно інтелігенції. Нова генерація інтелігентів на зламі XIX–XX ст. дала нові, вже суто політичні, партійні формування.
За даними перепису населення 1897 р., у підросійській Україні чисельність тих, хто займався адміністративною, судовою, лікарською, санітарною й виховною діяльністю, здійснював громадську й станову службу, провадив приватну юридичну практику, служив у поліції, працював на науковій, літературній й мистецькій ниві, становила 134 352 особи. Найчисленніший загін серед них становили педагоги – 49,6 тис.; далі йшли медики – 24,6 тис.; науковців, літераторів і митців було 4,8 тис. осіб; приватною юридичною практикою займалися 3,1 тис. осіб. У цілому ж частка цих людей серед працюючого населення була невеликою. Так, у Південно-Західному краї (Київська губернія, Волинська губернія та Подільська губернія) вона становила 2 % (у т. ч. серед українців – 0,5 %).

## Українська національна інтелігенція на рубежі XIX–XX ст.
Українська національна інтелігенція на рубежі XIX–XX ст. формувалася майже вийнятково за рахунок людей з гуманітарною освітою. Остання обставина зумовила ще одну якість української інтелігенції: вона на початку XX ст. перетворилася на інтелектуально-політичну еліту, очоливши політичний провід нації (див. Революційна українська партія, Українська соціал-демократична робітнича партія, Українська партія соціалістів-революціонерів, Українська радикально-демократична партія, Товариство українських поступовців, Українська народна партія). Всі ці партії були типово інтелігентськими угрупованнями літераторів, публіцистів, науковців, студентів, земських службовців.
За умов імперської асиміляції старих українських правлячих соціальних верств і станів (шляхетсько-старшинських) та уповільненого розвитку й русифікації нових (національної буржуазії) українська інтелігенція стала одноосібним лідером спершу національно-культурного відродження, а на рубежі XIX–XX ст. – національно-визвольного руху. Вона не тільки генерувала нові політичні концепції, а й намагалася їх практично реалізовувати. Вона усвідомлювала себе не інакше, як духовним лідером і просвітителем народних мас. Це наочно проявилося в українській публіцистиці початку XX ст. (М. Грушевський, Д. Донцов, С. Єфремов, М. Міхновський, І. Франко, Л. Юркевич та ін.).
За визначенням І. Лисяка-Рудницького, увесь період української історії 2-ї пол. XIX – поч. XX ст. був "інтелігентською добою".
На українських теренах Австрійської імперії (з 1867 р. – Австро-Угорщина) розвиток інтелігенції мав подібні риси. 1830-ті (див. "Руська трійця" – І. Вагилевич, Я. Головацький, М. Шашкевич, "Русалка Дністровая") й 1840-ві рр. (див. Революції 1848–1849 в Європі, Головна руська рада) започаткували духовно-політичне оформлення провідної української верстви. В соціальному відношенні її склад формувався спочатку переважно з духовенства, в подальшому він поступово змінювався, й у 1890-х рр. це вже була модерна, світська верства. Одночасно еволюціонувала суспільно-політична ідеологія західноукраїнської інтелігенції. Розрізнені ідеї 1848 р. щодо самоврядування українців Галичини, Буковини і Закарпатської України в рамках окремого коронного краю (див. Коронний край) у межах Австрії в ході боротьби з польським підкоренням, з силами політико-культурного москвофільства й австро-польського угодовства оформлюються в більш виразний політичний світогляд народовства (див. Народовці). В 1890-х рр. стають чітко окресленими всі галицькі політичні напрями, в межах яких діяла західноукраїнська інтелігентська провідна верства до 1918 (див. Українська радикальна партія, Українська національно-демократична партія, Українська соціал-демократична партія).
Наприкінці XIX ст. набула сталого характеру співпраця інтелігенції Західної та Східної України. 11 грудня 1873 р. за ініціативою громадських і культурних діячів Центральної та Східної України під керівництвом О. Кониського постало Літературне товариство імені Шевченка у Львові, що мало на меті створити на українських теренах, не підвладних російським цензорам, ґрунт для вільного розвитку української літератури. Фундаторами-меценатами товариства були М.Жученко, Є. Милорадович, Д. Пильчиков та ін. У зв'язку з необхідністю розгортання української наукової роботи, загальмованої в підросійській Україні внаслідок Емського акта 1876, Літературне товариство ім. Шевченка з ініціативи О.Кониського й В.Антоновича 1893 реорганізоване в Наукове товариство імені Шевченка у Львові. Одним з позитивних наслідків "нової ери" (польсько-української угоди 1890–94 рр.) стало заснування у Львівському університеті кафедри "всесвітньої історії з окремим узагальненням історії Східної Європи" (1894 р.), яку очолив М.Грушевський. Саме під його керівництвом (1897–1913 рр.) НТШ набуло всеукраїнського значення й престижу в науковому світі.
Загальнонаціональною подією, ініційованою спільними зусиллями інтелігенції Східної і Західної України, стали урочистості в Полтаві з нагоди відкриття пам'ятника І. Котляревському (серпень 1903 р.). У цій акції взяла участь представницька делегація західноукраїнської інтелігенції.
Доба Першої світової війни актуалізувала західноукраїнське питання, поставивши його в центр уваги вітчизняної суспільно-політичної думки. Всебічному обговоренню цієї проблеми, у свою чергу, прислужилися сотні західноукраїнських інтелігентів, котрі як військовополонені, виселенці, заручники чи біженці потрапили в Наддніпрянську Україну, отримавши щасливу, хоча й несподівану нагоду активно спілкуватися зі своїми східноукраїнськими колегами. Завдяки цьому багато підростаючих українців заново відкрили власну етнічну приналежність. Невдовзі від формулювання ідейних постулатів національного руху під австрійською чи російською займанщиною західно- та східноукраїнські інтелігенти перейшли до практичної участі в будівництві національної державності 1917–20 рр.
Інтелігенція винесла на своїх плечах українську революцію 1917–1921 й будівництво новітньої української держави. Однак поразка незавершеної української революції викликала природну в таких ситуаціях реакцію проти тогочасного інтелігентського проводу. З одного боку, це була реакція проти світоглядних засад тогочасної інтелігенції – у першу чергу проти характерної для епохи індустріалізації переоцінки можливостей розуму, що прагнув підкорити ірраціональне життя почуттів і вольових поривань, а тому перешкоджав вільному розгортанню первісних стихійних сил людської природи (прикладом такої реакції є праці Д. Донцова та ідеологія націоналізму); з другого – це була реакція проти того, щоб процесом розбудови державності керували ті, хто потенційно був у опозиції до держави. За інтелігенцією мали б залишитися лише провідні духовні функції й сервісна роль у державній і господарській організації суспільства (класократична концепція В.Липинського, прийнята гетьманським рухом). Однак нові історичні обставини знову висунули саме інтелігенцію на перше місце.
Провід легального організаційного життя західноукраїнських земель у період між двома світовими війнами залишався в руках інтелігенції, яка під дещо зміненими назвами продовжувала відстоювати традиційні національно-демократичні, радикальні й соціалістичні ідеї.

## Радянський період
Упродовж 1920–30-х рр. в УСРР, як і в попередні часи, головна роль інтелігенції, окрім обслуговування державного, партійного, освітнього, господарського апарату й надання послуг, полягала в продукуванні культурних цінностей. У короткій добі "українізації" (див. Українізації політика) вітчизняна інтелігенція переступила рамки урядового курсу й ініціювала реальне національне відродження 1920-х – початку 1930-х рр., що заповнило окремі лакуни в українській культурі й піднесло національну культуру на вищий щабель. Рівночасно інтелігенція виступала й найчисленнішим споживачем культурних цінностей. Зростання кількості інтелігенції в 1920-х рр. проходило досить повільно, хоча в цілому відповідало вимогам часу. За даними перепису населення 1926 р., в УСРР налічувалося 207,9 тис. представників інтелігентських професій (в тому числі 44,7 тис. керівного персоналу промисловості й транспорту, будівництва, державних установ; 11,6 тис. священнослужителів). Наприкінці 1920-х рр. стара інтелігенція складала ²/3 загалу інтелігенції. Потреби прискореної індустріальної модернізації спричинили масову пришвидшену підготовку інженерно-технічної та культурно-освітньої, так званої нової інтелігенції. На 1939 р. у республіці було 839 616 "робітників розумової праці".
Репресії сталінського (див. Й. Сталін) режиму 1930-х рр. значною мірою спрямовувалися проти української інтелігенції – виразного носія національної ідентичності. Внаслідок голодомору 1932–1933 років в УСРР значних втрат зазнала одна з наймасовіших інтелігентських категорій – сільське учительство. Окрім смертей від голоду, масовим явищем стала вимушена еміграція, насамперед до Росії. Лише 1932 р. республіку залишило близько 5 тис. педагогів. Чимало репресованих українських інтелігентів по відбуттю покарання, остерігаючись подальших репресій, залишалося мешкати у віддалених від України регіонах. Під час Великої вітчизняної війни Радянського Союзу 1941–1945 значна кількість вітчизняної інтелігенції була евакуйована до Сибіру та Середньої Азії, звідки повернулася на Батьківщину лише її частина.
За доби СРСР лише шляхом чисток і репресій у підрадянській Україні більшовикам вдалося сформувати "державницьку" компартійно-бюрократичну інтелігенцію апаратників, що підпорядковувалася московсько-компартійно-бюрократичній верхівці. Однак поряд з панівною компартійно-бюрократичною інтелігенцією в УСРР–УРСР існувала (причому за чисельністю вона переважала) культурно-освітня й технічна інтелігенція, аполітична й назагал позапартійна, позбавлена впливу в суспільно-політичному житті. Як правило, інтереси цих двох груп інтелігенції були взаємопротилежними.

## Українська еміграція
Міжвоєнна українська еміграція 1920–30-х рр. (див. Еміграція українського населення) створила низку не державних установ та навчальних закладів – у Берліні (Німеччина), Варшаві, Відні, Подєбрадах, Празі (обидва – Чехія) та інших містах. У заснуванні й функціонуванні цих установ чільну роль відіграла саме інтелігенція (див. також Українська господарська академія, Український високий педагогічний інститут імені М.Драгоманова, Український вільний університет, Український науковий інститут у Берліні, Український науковий інститут у Варшаві, Український соціологічний інститут у Відні, Український соціологічний інститут у Празі, Український техніко-господарський інститут). Тисячі колишніх військових з еміграції військовиків отримали в цих вузах вищу освіту, поповнивши лави інтелігенції. Друга світова війна спричинила нову хвилю української еміграції, що складалася переважно з переміщених осіб (значною мірою з інтелігентів), які утримувалися 1945–51 рр. у таборах у західних окупаційних зонах Німеччини, Австрії та в Італії. Наприкінці 1940-х – поч. 1950-х рр. українці, які перебували в тимчасових таборах, переселилися на постійне проживання до США, Канади, Австралії, Аргентини, Бельгії, Бразилії, Великої Британії, Венесуели, Нової Зеландії, Франції та інших країн. Своєрідним символом віри "діпістів" (від англ. "displaced person" – "переміщені особи") став памфлет І. Багряного "Чому я не хочу вертатись до СРСР" (1946). Чергова хвиля еміграційної інтелігенції покликала до життя нові або реанімувала старі дослідницькі центри та навчальні заклади, які сприяли, зокрема, з'ясуванню сутності радянського тоталітаризму, виявленню й оприлюдненню відомостей про голодомор 1932–33 в УСРР, "розстріляне відродження". Саме в цих установах розвивалася альтернативна офіціозній радянській – національна українська історіографія (див. також І. Багряний, Інститут з вивчення СРСР, А. Жуковський, Г. Костюк, П. Курінний, Ю. Лавріненко, І. Лисяк-Рудницький, О. Оглоблин, Н.Полонська-Василенко, УВУ у Мюнхені, Ю.Шевельов). Протидіючи російській імперській загрозі, що набирала сили під прикриттям СРСР, частина української еміграційної інтелігенції активно співпрацювала з видатним польським інтелектуалом, речником польсько-українського порозуміння Є. Ґедройцем та редагованим ним паризьким часописом "Kultura" ("Культура").

## Повоєнні роки
У повоєній УРСР влада, вбачаючи потенційну небезпеку у відроджених за часів війни патріотичних почуттях українців, інспірувала в 2-й половині 1940-х рр. потужну кампанію викриття "українського буржуазного націоналізму", своїм вістрям спрямовану проти вітчизняної інтелігенції та її найвідоміших представників (істориків, літераторів, митців, у тому числі й покійних) – М. Грушевського, О. Довженка, І. Крип'якевича, М. Петровського, М. Рильського, В. Сосюри, Ю. Яновського та інших. Інтелігенція становила ядро інтелектуального опору тоталітарному режимові, це виразно проявилося вже під час "відлиги" доби правління М. Хрущова, яка зробила можливим повернення в Україну уцілілих після таборів і заслань колишніх активістів національного відродження 1920-х рр. (див. Десталінізація). Переважно інтелігентськими за складом учасників були дисидентські (опозиційні) рухи 1960–1980-х років в Україні (див. також Б. Антоненко-Давидович, Ю. Бадзьо, І. Гель, А. Горська, І. Дзюба, В. Марченко, Є. Сверстюк, В. Стус, В. Чорновіл, Шістдесятники та інші).
Наприкінці 1980-х рр. інтелігенція стала проводом Народного руху України, який справив величезний вплив на процес здобуття Україною незалежності.

## Після здобуття Україною незалежності
Однак уже наприкінці 1990-х рр. соціологи радше песимістично характеризували вітчизняні освічені верстви, зауважуючи, що вищий рівень професійності й вищий рівень освіти української інтелігенції порівняно з "народними масами" не спрацював як чинник її елітності щодо цивілізованої трансформації України, розвитку її державності, відродження української мови й культури. Події Помаранчевої революції 2004 р. спростували песимізм соціологів і засвідчили величезний конструктивний опозиційний потенціал української інтелігенції, її спроможність відігравати активну роль у суспільно-політичному житті.